# Джил Брюър
Джил Брюър (на английски: Gil Brewer) е американски писател на произведения в жанра криминален роман, трилър и хорър. Пише и под псевдонимите Илайн Евънс (Elaine Evans), Люк Морган (Luke Morgann), Дей Кийн (Day Keene), Хал Елсън (Hal Ellson), Хари Арвай (Harry Arvay), Марк Бейли (Mark Bailey), за разкази – Ерик Фицджералд (Eric Fitzgerald), Бейли Морган (Bailey Morgan), и под съвместните псевдоними Ал Конрой (Al Conroy) и Елъри Куин (Ellery Queen). Пише и като писател в сянка за други автори.

## Биография и творчество
Гилбърт „Джил“ Джон Брюър е роден на 20 ноември 1922 г. в Канандайгуа, Ню Йорк, САЩ, в семейството на Гилбърт Брюър, писател на булевардна литература.
Записва се в армията на 8 март 1943 г. в Рочестър. По време на Втората световна война се воюва в Белгия и две години във Франция, където е ранен. След демобилицацията си работи като склададжия, служител на бензиностанция, работник на консервна фабрика и продавач на книги. Едновременно пише разкази на военна и криминална тематика за пълп-списания.
Първият му роман „Satan Is a Woman“ (Сатаната е жена) е издаден през 1951 г.
Произведенията му в жанра черен роман много често включват обикновен мъж, който се забърква и често е корумпиран и унищожен от красива, но зла или развратна жена. Стилът му е прост и директен, с остър диалог, често постигащ значителна интензивност. Има продължително описание на сцени на насилие оцветени със силни чувства. Сюжетите на творбите му са разположени в малките градове и провинциалните райони на Флорида.
Написването на един роман му отнема три дни, за друг – пет дни. Когато приключи ръкописа си той се срива от нервно изтощение, и използва хапчета и напитки, за да може да се възстанови. В края на 50-те години залита към алкохола, който бележи живота да смъртта му, въпреки провежданите лечения.
През 1970 г. катастрофира със счупвайки осем ребра, 28 други кости и разкъсвайки белия дроб. Изправен пред поредното дълго възстановяване отново ползва алкохол и хапчета, за да убие болката, за да може да продължи да пише. Пише порнография и истории за списания за възрастни, готически романси като Илейн Еванс, два романа като Ал Конрой за поредицата на Марвин Алберт „Войник“, и пет романа за бившия израелски войник Хари Арвай.
Джил Брюър умира на 9 януари 1983 г. в Сейнт Питърсбърг, Флорида.

## Произведения

### Като Джил Брюър

#### Самостоятелни романи
- Satan Is a Woman (1951)
- So Rich, So Dead (1951)
- 13 French Street (1951)
- Flight to Darkness (1952)
- Hell's Our Destination (1953)
- A Killer Is Loose (1954)
- Some Must Die (1954)
- 77 Rue Paradis (1955)
- The Angry Dream (1957) – издаден и като „The Girl from Hateville“
- The Brat (1957)
- The Young Punks (1957)
- Red Scarf (1958)
- The Vengeful Virgin (1958)
- Sugar (1959)
- Wild to Possess (1959)
- Angel (1960)
- Nude on Thin Ice (1960)
- The Three-Way Split (1961)
- Appointment in Hell (1961)
- Memory of Passion (1962)
- Play It Hard (1964)
- The Hungry One (1966)
- The Tease (1967)
- Sin for Me (1967)

#### Серия „Хвани крадеца“ (It Takes a Thief)
1. The Devil in Davos (1969)
2. Mediterranean Caper (1969)
3. Appointment in Cairo (1970)

#### Новели
- It's Always Too Late (1951)
- I Saw Her Die (1955)
- Don't Do That (1955)
- My Lady Is a Tramp (1955)
- Cut Bait (1956)
- Fog (1956)
- Matinee (1956)
- Renegade (1956)
- Somebody Knew Her (1956)
- Whiskey (1956)
- The Axe is Ready (1956)
- Mow the Green Grass (1956)
- Home (1956)
- On a Sunday Afternoon (1957)
- Smelling Like a Rose (1957)
- Death of a Prowler (1958)
- Harlot House (1959)
- Bothered (2019)

### Като Дей Кийн
- Love Me—And Die (1951)

### Като Ал Конрой

#### Серия „Войник“ (Soldato)
3. Strangle Hold! (1973)
Murder Mission! (1973)

### Като Илайн Евънс
- Shadowland (1970)
- A Dark and Deadly Love (1972)
Тайната на светилището, изд. „Атика“ (1992), прев. Маргарита Дилова
- Black Autumn (1973)
- Wintershade (1973)

### Като Люк Морган
- More Than a Handful! (1972)
- Ladies in Heat (1972)
- Gamecock (1972)
- Tongue Tricks! (1972)

### КатоЕлъри Куин
- The Campus Murders (1969)

### Като Хал Елсън
- Blood on the Ivy (1970)

### Като Хари Арвай (като писател в сянка)
- The Moscow Intercept (1975)
- Eleven Bullets for Mohammed (1975)
- Operation Kuwait (1975)
- The Piraeus Plot (1975)
- Togo Commando (1976)

### Като Марк Бейли
- Mouth Magic (1972)

На български език е издаден също
- ”Бягството” в сборника „Адски свестен тип“, ИК „Бард“, София (2003), прев. Крум Бъчваров

### Екранизации
- 1957 Lure of the Swamp
- 1986 La machine à découdre – по романа „A Killer Is Loose“
- 2004 Фатален избор – по романа „Wild To Possess“
- 2007 13 French Street